# Elisabeth Boissevain
Elisabeth Antonia Boissevain (Amsterdam, 7 juli 1864 – Hilversum, 9 augustus 1906) was de eerste directrice van de eerste school voor maatschappelijk werk in Nederland.

## Leven en werk
Boissevain, lid van de familie Boissevain, werd in in Amsterdam geboren als dochter van de reder Jan Boissevain en Petronella Gerharda Johanna Brugmans. De maatschappelijk betrokken Boissevain werd onderdirectrice van Ons Huis in de Amsterdamse Jordaan. Vanuit de kring rond "Ons Huis" werd onder anderen door Helena Mercier en Marie Muller-Lulofs het initiatief genomen tot het oprichten van het Opleidingsinrichting voor Socialen Arbeid te Amsterdam, de eerste school voor maatschappelijk werk in Nederland. Boissevain werd de eerste directrice van deze school. Ze gaf leiding aan de school van 1899 tot haar huwelijk in 1904, maar bleef ook na die tijd tot haar overlijden in 1906 actief voor de school. Eveneens met Mercier en anderen was Boissevain betrokken bij het Leesmuseum voor Vrouwen, een bibliotheek voor vrouwen in Amsterdam. Boissevain was, als een van de weinige vrouwen, lid van Algemeen College van Toezicht, Bijstand en Advies voor het Rijkstucht- en Opvoedingswezen.
Boissevain trouwde op 21 juli 1904 met de weduwnaar, de pedagoog Johannes Hermanus Gunning (1859-1951). Hij was als docent en bestuurslid verbonden aan haar school. Ook maakte hij deel uit van het Algemeen College van Toezicht, Bijstand en Advies voor het Rijks-Tucht- en Opvoedingswezen. Zij overleed twee jaar later, op 9 augustus 1906, op 42-jarige leeftijd in Hilversum, een half jaar na de geboorte van haar zoon Jan.